# Fallout (televíziós sorozat)
A Fallout egy 2024-es amerikai posztapokaliptikus drámasorozat, sci-fi western elemekkel, melyet Geneva Robertson-Dworet és Graham Wagner készített az Amazon Prime Video számára. A sorozat világa és cselekménye az Interplay Entertainment által kitalált, jelenleg a Bethesda Softworks tulajdonát képező Fallout videojáték-franchise-on alapul.
Az Amazon 2020-ban vásárolta meg a játékok megfilmesítésének jogát, és még abban az évben júliusban be is jelentették, hogy Jonathan Nolan és Lisa Joy cége, a Killer Films is közreműködni fog az elkészítésében a Bethesda Game Studios mellett. Az első három epizódot Nolan rendezte. Todd Howard, aki a játékok jogának a Bethesdához kerülése óta azok rendezője volt, vezető producer lett Nolan és Joy mellett. Az első epizód premierjére 2024. április 10-én került sor, Magyarországon egy nappal később magyar szinkronnal.
Bemutatását követően a Fallout alapvetően pozitív kritikákat kapott, dícsérték a színészi játékot, a forgatókönyvet, a vizualitást, illetve a kánonhoz való hűséget. Kritikák általában véve a kánon bizonyos pontokon történő módosítását érték csak.

## Áttekintés
A sorozat egy alternatív valóság jövőjében játszódik, ahol az általunk ismert történelem nagyjából az 1950-es években más irányt vett. Egy retrofuturisztikus, az ötvenes évek esztétikáját és annak technológiáját a végletekig fejlesztő világban 2077-ben kitört a Nagy Háború, a nyersanyagokért vívott küzdelem miatt. Mindössze egy nap alatt sikerült a Földet radioaktív pusztasággá változtatni. A túlélők egy része az amerikai kormány közreműködésével épített menedékben vészelte át a csapásokat.
2296-ban egy fiatal nőnek, Lucy MacLean-nek elhagyja addigi otthonát, a 33-as menedéket, miután egy esküvői ceremónia közben fosztogatók törnek be, és elrabolják az apját. Miközben úton van, egy ghúl fejvadász és egykori filmszínész, Cooper Howard is keresztezi az útját, ahogy az Acél Testvériségének egy ambíciózus kadétja, Maximus is - mindketten az Enklávé egy szökött tudósát keresik, mert a birtokában van valami, ami megváltoztathatja a világ sorsát.

## Szereplők

### Főszereplők
- Lucy MacLean (Ella Purnell, magyar hangja Mikecz Estilla, gyerekként Luciana VanDette játssza): a sorozat főszereplője, a 33-as menedék lakója, aki azért indul útnak, hogy megkeresse apját, akit fosztogatók raboltak el.
- Maximus (Aaron Moten, magyar hangja Gacsal Ádám, gyerekként Amir Carr játssza): az Acél Testvériségének kadétja, aki küldetése során botlik bele Lucybe, és együtt kalandoznak.
- Cooper Howard / A Ghúl (Walton Goggins, magyar hangja Kaszás Gergő): a Nagy Háború előtt híres filmszínész volt, most pedig ghúl fejvadász.
- Hank MacLean (Kyle MacLachlan, magyar hangja Csankó Zoltán): Lucy apja, a 33-as menedék felügyelője.
- Norm MacLean (Moisés Arias, magyar hangja Baráth István): Lucy testvére, aki gyanakodni kezd a menedékek céljaival kapcsolatosan
- Dane (Xelia Mendez-Jones, magyar hangja Nagy Katica): az Acél Testvériségének kadétja, Maximus barátja

### Visszatérő szereplők
- Betty Pearson (Leslie Uggams): a 33-as menedék korábbi felügyelője
- Thaddeus (Johnny Pemberton, magyar hangja Molnár Levente): az Acél Testvériségének kadétja
- Woody Thomas (Zach Cherry, magyar hangja Elek Ferenc): a 33-as menedék vezetőségének tagja
- Stephanie Harper (Annabel O'Hagan, magyar hangja Sipos Eszter Anna). Lucy közeli barátnője, a 33-as menedék lakója, a sorozat kezdetén állapotos
- Chet (Dave Register, magyar hangja Szatory Dávid): Lucy unokatestvére, aki romantikus érzéseket táplál iránta
- Reg McPhee (Rodrigo Luzzi, magyar hangja Karácsonyi Zoltán): a 33-as menedék vezetőségének tagja
- Lee Moldaver (Sarita Choudhury)
- Davey (Leer Leary, magyar hangja Dézsy Szabó Gábor): a 33-as menedék lakója
- Rose MacLean (Elle Vertes): Lucy és Norm anyja
- Janey Howard (Teagan Meredith): Cooper lánya 2077-ben
- Barb Howard (Frances Turner, magyar hangja Pikali Gerda): Cooper Howard felesége, a Vault-Tec alkalmazottja

### Mellékszereplők
- Matt Berry mint Sebastian Leslie és a Mr. Handy robotok hangja (magyar hangja Seder Gábor)
- Michael Esper mint Bud Askins és a "Brain-On-A-Roomba robot (magyar hangja Hajdú Steve)
- Michael Cristofer mint Quintus főpap az Acél Testvériségénél (magyar hangja Varga T. József)
- Jon Daly mint kuruzsló (magyar hangja Vida Péter)
- Chris Parnell mint Ben, a 4-es menedék felügyelője (magyar hangja Kapácsy Miklós)
- Cherien Dabis mint Birdie, a 4-es menedék felszínen született lakója (magyar hangja Ligeti Kovács Judit)
- Dallas Goldtooth mint Charles Whiteknife (magyar hangja Sótonyi Gábor)
- Eric Barryman mint Lloyd Hawthorne
- Angel Desai mint Cassandra Hawthorne
- Mykelti Williamson mint Honcho, a fejvadász
- Cameron Cowperthwaite mint Monty, a fosztogató, aki Lucy vőlegényének álcázza magát
- Mike Doyle mint Bob Spencer
- Michael Emerson mint Dr. Siggi Wilzig, az Enklávé renegát tudósa (magyar hangja Gyabronka József)
- Michael Rapaport mint Titus lovag
- Dale Dickey mint Mama June, Filly boltosa (magyar hangja Pálos Zsuzsa)
- Neal Huff, mint Roger, egy ghúl
- Matty Cardarople mint Huey
- Glenn Fleshler mint Sorrel Booker
- Fred Armisen mint DJ Carl
- Erik Estrada mint Adam
- Michael Mulheren mint Frederick Sinclair

## Epizódok
|  | Alább a cselekmény részletei következnek! |

| # | Cím                      | Rendező                             | Író                                      | Premier                             |
| --- | ------------------------ | ----------------------------------- | ---------------------------------------- | ----------------------------------- |
| 1. | A vég (The End)          | Jonathan Nolan                      | Geneva Robertson-Dworet és Graham Wagner | 2024. április 10. 2024. április 11. |
| 2077-ben Cooper Howard és lánya egy születésnapi zsúron vannak épp Los Angelesben, amikor kitör a Nagy Háború. 219 évvel később a 33-as menedékben Lucy MacLean épp férjhez készül menni egy elrendezett házasság keretein belül a 32-es menedék egy lakójához. Hamar kiderül azonban, hogy a 32-es menedék lakói valójában önmagukat álcázó fosztogatók, Lee Moldaver vezetésével. Lucy apját, Hanket, a menedék felügyelőjét arra kényszerítik, hogy menjen velük. A menedék szabályainak megsértésével Lucy úgy dönt, hogy az apja után indul, hogy megkeresse. Ezalatt az Acél Testvériségének egy kadétját, Maximust fegyverhordozónak teszik meg Titus lovag mellé, és egy küldetésre indulnak: meg kell találniuk az Enklávé egy szökött tudósát, akinek a birtokában van valami, amely megváltoztathatja az itt élők életét. Ezalatt fejvadászok ássák ki egy temetőben az immár ghúllá változott Cooper Howardot, hogy segítsen nekik ugyanazon tudóst megtalálni. Cooper ehelyett végez mindegyikükkel és egyedül indul neki a fejvadászatnak. |                          |                                     |                                          |                                     |
| 2. | A célpont (The Target)   | Jonathan Nolan                      | Geneva Robertson-Dworet és Graham Wagner | 2024. április 10. 2024. április 11. |
| Dr. Sigil Wilzig, az Enklávé tudósa, kifejleszt egy rejtélyes, kék színű szubsztanciát, amit a nyakába injekcióz. El kell hagynia a kutatóbázist, miután kiderül, hogy teljes titokban nevelt fel egy kísérleti kutyát, CX404-et. Lucy később beléjük botlik, a férfi pedig azt tanácsolja neki, hogy térjen vissza a menedékébe, mert a kinti világ veszélyes. Maximust és Titust megtámadja egy yao guai (mutáns medve); Titus súlyosan megsérül, de Maximus hagyja őt meghalni, miután a lovag sértegetni kezdi őt. Maximus magához veszi erőpáncélját és egyedül megy tovább. Lucy egy Filly nevű településre érkezik, ahol ismét találkozik Wilziggel - mint kiderül, a férfi Moldaverhez tart, és itt rejtőzködik. Cooper rajtuk üt és tűzpárbaj kezdődik, melyet a váratlanul megérkező Maximus szakít félbe. Lucy és Wilzig elmenekülnek, CX404 azonban sérülten hátramarad - Cooper meggyógyítja, hogy a kutya elvezesse őt hozzájuk. A súlyosan sérült Wilzig útközben öngyilkos lesz, és arra kéri Lucyt, hogy vágja le a fejét és vigye el Moldaverhez, mert abban van a lényeg. |                          |                                     |                                          |                                     |
| 3. | A fej (The Head)         | Jonathan Nolan                      | Geneva Robertson-Dworet és Graham Wagner | 2024. április 10. 2024. április 11. |
| Visszaemlékezésben láthatjuk, hogy Coopert a felesége, Barb bátorítja arra, hogy vállaljon el a filmes szerepei mellett reklámmunkákat is a Vault-Tecnél. A jelenben Maximus felveszi Titus identitását, nehogy kiderüljön, mik történtek. Egy új fegyverhordozót küld a Testvériség Thaddeus személyében. Egy elárasztott területre érve Lucyt megtámadja egy nyelő (mutáns gőteszerű lény), ami elragadja a fejet. Cooper és a kutya utolérik, majd Lucyt csalinak használva vadászni kezd a lényre, sikertelenül. Cooper ezért úgy dönt, hogy hátrahagyva a kutyát és a fejet inkább Lucyt viszi magával zsákmányként. A később érkező Maximus és Thaddeus ezzel szemben sikeresen megszerzik a fejet. Ezalatt a 33-as menedékben Norm azt javasolja, hogy a foglyul ejtett fosztogatókat végezzék ki, de leszavazzák. |                          |                                     |                                          |                                     |
| 4. | A ghúlok (The Ghouls)    | Daniel Gray Longino                 | Kieran Fitzgerald                        | 2024. április 10. 2024. április 11. |
| Norm gyanakodni kezd a fosztogatókkal kapcsolatosan, ezért úgy dönt, hogy Chettel együtt átmennek a 32-es menedékbe, megnézni azt maguknak. Hamar rájönnek, hogy a lakók már vagy két éve halottak, de nem a fosztogatók ölték meg őket, hanem ők egymást. Ráadásul a fosztogatók Lucy és Norm anyjának Pip-Boyával jutottak be a menedékbe. Eközben Cooper egy Hiper-Szuper Marketben működő szervcsempész bandának akarja eladni Lucyt némi gyógyszerért cserébe, amiket elvesztett, de szüksége van rájuk a túléléshez. Lucy azonban hatástalanná teszi az őt felvágni készülő Mr. Handy robotot, majd káoszt okoz azzal, hogy elengedteti a foglyul ejtett ghúlokat, majd miután odaadja Coopernek a gyógyszereit, otthagyja őt. |                          |                                     |                                          |                                     |
| 5. | A múlt (The Past)        | Clare Kilner                        | Carson Mell                              | 2024. április 10. 2024. április 11. |
| Maximus úgy érzi, elmondhatja magáról az igazat Thaddeusnak, ő azonban úgy dönt, hogy nem tartja meg a titkát, és magához veszi az erőpáncéljának a fúziós magját, csapdába ejtve őt, majd otthagyja a fejjel együtt. Lucy szabadítja ki, akinek szintén Titusként mutatkozik be. A nő elmondja, hogy nyomkövetőt tett a fejbe, így meg tudják azt szerezni, de cserébe segítséget kér a Testvériségtől az apja megtalálására. Útjuk során eljutnak Shady Sands romjaihoz: ez volt egykor az Új Kaliforniai Köztársaság székhelye, ami egy támadásban megsemmisült. Maximus, aki valaha itt lakott, megsérül egy kannibálokkal folytatott tűzpárbajban, ezért Lucy egy közelben lévő elhagyott kórházba viszi. Hamar rájönnek, hogy az épület a 4-es menedéket rejti. Ezalatt a 33-as menedékben Betty Johnson lesz az új felügyelő, aki már korábban betöltötte ezt a posztot, és az a terve, hogy a lakosság megosztásával újra benépesítik a 32-est. Norm számára gyanússá válik, hogy a menedék története során az összes felügyelő kivétel nélkül a 31-esből érkezett. |                          |                                     |                                          |                                     |
| 6. | A csapda (The Trap)      | Frederick E.O. Toye                 | Karey Dornetto                           | 2024. április 10. 2024. április 11. |
| Lucyt és Maximust a 4-es menedékben az egyszemű felügyelő Bob, és Birdie, Shady Sands egyik túlélője üdvözlik. Elmondják nekik, hogy kívülállók számára nyújtanak menedéket, köztük Shady Sands túlélőinek is, és szeretnék, ha náluk maradnának - de a 12-es szintre tilos belépniük. Maximus, akinek az erőpáncélját is megszerezték és elhozták neki, kezdi megszokni az életet a menedékben, Lucyt azonban megdöbbenti, hogy szektaszerűen működnek, és egy különös rituálét is tartanak, aminek a vezetője Moldaver. Később lemegy a 12-es szintre, ahol szembesül a menedék valódi céljaival, rátalálva különféle kísérleti alanyokra - Birdie és a társai azonban foglyul ejtik őt. Ezalatt visszaemlékezésekben láthatjuk, hogy Cooper egyre gyanakvóbb a feleségére és a titkolózására a Vault-Tec működésével kapcsolatosan. Meghívják egy titkos találkozóra, ahol leleplezik előtte a Vault-Tec igazi céljait, amelyet nem más vezet, mint a fiatal Moldaver. |                          |                                     |                                          |                                     |
| 7. | A rádió (The Radio)      | Frederick E.O. Toye és Clare Kilner | Chaz Hawkins                             | 2024. április 10. 2024. április 11. |
| A 4-es menedék lakói úgy döntenek, hogy megbüntetik Lucyt - de az mindössze csak annyi, hogy száműzik őt, és még ellátmányt is kap. Maximus a segítségére akar sietni, ezért ellopja a helyiek fúziós magját, és behelyezi azt a saját erőpáncéljába. Mindketten távozni kényszerülnek, de Maximus még visszaadja a fúziós magot, Lucy kérésére. Eközben Thaddeus egy benzinkúton magára hagyja CX404-et és felveszi a kapcsolatot a Testvériséggel. Csúnyán megsérült lábát egy sarlatán gyógyítja meg egy gyanús anyaggal. Hamar kiderül azonban, hogy ennek mellékhatásaként ghúllá alakul, így amikor Lucy és Maximus utolérik, önként átadja nekik a fejet és elmenekül. Lucy egyedül indul tovább, Maximus pedig hátramarad, hogy egy hamis fejjel feltartsa a Testvériséget. Cooper mindannyiuk nyomában jár, és miután magához veszi CX404-et, akit játékosan Kutyahúsnak (Dogmeat) hív, elindul Moldaver után. A 33-as menedékben Norm felveszi a hálózat útján a kapcsolatot a 31-essel, amely furcsa üzeneteket küld, ezért eléri, hogy át tudjon menni. Visszaemlékezésekben láthatjuk, hogy a háború előtt a fiatal Moldaver (akkor még Ms. Williams) meggyőzi Coopert, hogy nem bízhat meg a feleségében, és azt javasolja, hogy hallgassa le őt. |                          |                                     |                                          |                                     |
| 8. | A kezdet (The Beginning) | Wayne Yip                           | Gursimran Sandhu                         | 2024. április 10. 2024. április 11. |
| Visszaemlékezésekben láthatjuk, hogy Cooper végül lehallgatja a feleségét, miközben az amerikai nagyvállalatok vezetőivel tárgyal, és kiderül számára, hogy a Vault-Tec ki akarja provokálni a háborút, hogy a világot a saját elképzeléseik mentén építsék újjá - melynek fontos eszköze a menedéklakókkal való kísérletezés. Maximus lebukik a hamis fejjel, és ezért ki akarják végezni, de végül megbocsátanak neki, ha cserébe segít őket eljuttatni Moldaverhez és leszámolni a csapataival. Norm felfedezi, hogy a 31-es menedék a Vault-Tec egykori cégvezetőinek hibernált testét tartalmazza - de nem tud meglépni a hírrel, mert a hely roboagy-felvigyázója bezárja és arra kényszeríti, hogy hibernálja magát ő is, különben éhenhal. Lucy végre eljut Moldaverhez, aki felfedi, hogy a fejben egy hidegfúziós részecske van, ami végtelen energiát szolgáltathat. Ehhez azonban kell egy aktiválókód, amit csak Hank tudhat, ezért kellett elrabolni. Mint kiderül, Hank is egyike volt a 31-es menedékben a háború előtt hibernált Vault-Tec vezetőknek, akit Cooper is jól ismert. Amikor a felesége, Rose, rájött, hogy a felszínen van élet, elhagyta a menedéket, két gyerekével együtt. Hank utánament, erőszakkal visszavitte a gyerekeket, majd látva, hogy ami a felszínen történik, az ellentétes a céljaikkal, elpusztította Shady Sands-t, a támadás során pedig Rose ghúllá változott. Ezalatt a Testvériség támadást indít, és Maximus sikeresen el is jut Lucy-ig. Nem sejtvén, hogy mi történt, kiszabadítja Hanket, aki hirtelen beugrik egy erőpáncélba, és leüti Maximust, aki eszméletét veszti. Közben Cooper átvágja magát a Testvériség előörsein, megsebesíti Hanket, majd megkérdezi tőle, hogy hol van a családja. Hank válasz helyett elmenekül, Lucy, Cooper és CX404 a nyomába erednek. Moldaver halálos sebet kap, de a hidegfúzióval még vissza tudja állítani Los Angeles teljes áramellátását. Maximust lovaggá ütik, mert azt hiszik, ő ölte meg Moldavert. Hank kelet felé menekül, New Vegas városába. |                          |                                     |                                          |                                     |

|  | Itt a vége a cselekmény részletezésének! |

## Készítése
Nem ez a sorozat volt az első kísérlet arra, hogy megpróbálják vászonra vinni a Fallout világát. 1998-ban létrejött az Interplay Films, az Interplay Entertainment saját játékainak megfilmesítésére alapított üzletága. 2000-ben bejelentették, hogy a Dark Horse Entertainmenttel koprodukcióban készül egy film. A forgatókönyvet Brend V. Friedman írta. A filmből végül nem lett semmi, és az Interplay Films is megszűnt. A forgatókönyv második változata 2011-ben kiszivárgott az internetre (elméletileg létezett egy harmadik is). Ez a történet az 1997-es Fallout cselekményének alapulvételével íródott, bár több helyen komoly módosításokat végeztek, így kanonikusnak nem lett volna tekinthető.
Miután a Bethesda megszerezte a Fallout-jogokat, többször is tervbe vették a megfilmesítést, azonban Todd Howard szerint egyik ötlet sem illett a játékok szellemiségéhez. A Bethesda marketingosztályának vezetője, Peter Hines 2015-ben figyelmeztetett is egy rossz adaptáció veszélyeire, és arra, hogy mi történne, ha egy rendező a saját ízlése szerint formálná azt - példaként felhozva a 2005-ös, rosszul sikerült Doom-filmet. Amikor Jonathan Nolan kereste meg őket azzal az ötlettel, hogy szeretne sorozatot készíteni a Falloutból, kisebb aggályaik voltak, ugyanis Nolan maga is a játékok rajongója volt, és határozott, pozitívnak mondható elképzelései voltak az adaptációról.
2020 júliusában jelentette be az Amazon MGM Studios, hogy Jonathan Nolan és Lisa Joy közreműködésével televíziós sorozatot készítenek a játékok alapján. Showrunnerként csatlakozott 2022 januárjában Geneva Robertson-Dworet és Graham Wagner, és azt is bejelentették, hogy az első részt Nolan rendezi majd. 2023 novemberében egy interjúban Todd Howard elmondta, hogy egy önálló történetet mesélnek el, mert nem akarták egyik korábbi játékot sem adaptálni.
A szereplőkről először 2023-ban kezdtek el információk kiderülni. Februárban bejelentették, hogy Walton Goggins játssza majd az egyik főszereplőt, a Cooper Howard nevű ghúlt, aki a Nagy Háború előtt színész volt, most pedig fejvadász. Márciusban jött a hír, hogy Ella Purnell alakítja majd a női főszerepet. Júniusban Kyle MacLachlan, Xelia Mendes-Jones és Aaron Moten, októberben pedig Sarita Choudhury, Michael Emerson, Leslie Uggams és Zach Cherry csatlakozását is bejelentették.
A forgatás 2022. július 5-én kezdődött, New Jersey-ben, New Yorkban és Utah-ban, de forgattak Namíbiában a Csontvázparton is.
A sorozat zenéit Ramin Djawadi szerezte, aki Inon Zur játékokhoz írt zenéiből inspirálódott. Egyes jelenetekben a játékokból vett hangeffekteket is felhasználták, továbbá a Fallout 3 menüjének zenéje is hallható egy ponton.
Az eredeti tervek szerint 2024. április 12-én, pénteken mutatták volna be a sorozatot, amit előrehoztak április 11-re, majd alig pár nappal a premier előtt április 10-ére, amerikai nyugati parti időzóna szerint este 6 órára - a magyar nézők szempontjából ez minimális jelentőséggel bírt, ugyanis 11-én hajnali 3-tól lettek elérhetőek az epizódok.

## Fogadtatás
A sorozat bemutatója után a Rotten Tomatoes kritikai oldalon 94%-on állt - valamennyi kritikus elismerte, hogy az adaptáció hű maradt a játékok szelleméhez, amelyet azok rajongói és az új nézők is egyaránt élvezhetnek.
A magyar IGN kritikája szerint "a Fallout kiváló sorozat, sőt ennél is jobb videójátékos adaptáció, ami egyszerre hozza a Westworld okos történetvezetését és a Bethesda világának bizarrul színes atmoszféráját. Néha túl magasra tekeri az őrültséget, de ettől függetlenül, előismeretek nélkül is szórakoztató utazást kínál." A GameStar kritikája szerint a laikusoknak fel sem tűnhet a temérdek belsős poén, de nem kell ismerni a játékokat, hogy elismerően nyilatkozzon az ember a jó érzékkel kiválasztott, karakteres helyszínek, az aprólékosan berendezett díszletek és az elsőrangú jelmezek láttán. Erényként rögzítette továbbá, hogy a sorozat is rendelkezik a játékok csípős, szatirikus humorával, és a helyenként karikatúraszerűen ábrázolt erőszakkal. A Sorozatjunkie a pozitívumok mellett kitért arra, hogy az első évadban sokszor nem volt fókuszált az egyébként elnyújtott történet, némelyik történetszálnak nem volt akkora súlya, mint amekkorának felvezették, és a katartikus lezárás is elmaradt.
Negatívumként merült fel a játékok rajongói részéről, hogy az egyik történetszálon felbukkan egy olyan évszám, amely bizonyos olvasatban kánonon kívül helyezi a Fallout: New Vegas történéseit. A Bethesda részéről Emil Pagliarulo ezen felvetéseket kategorikusan cáfolta.